# میزونو کاتسوسادا

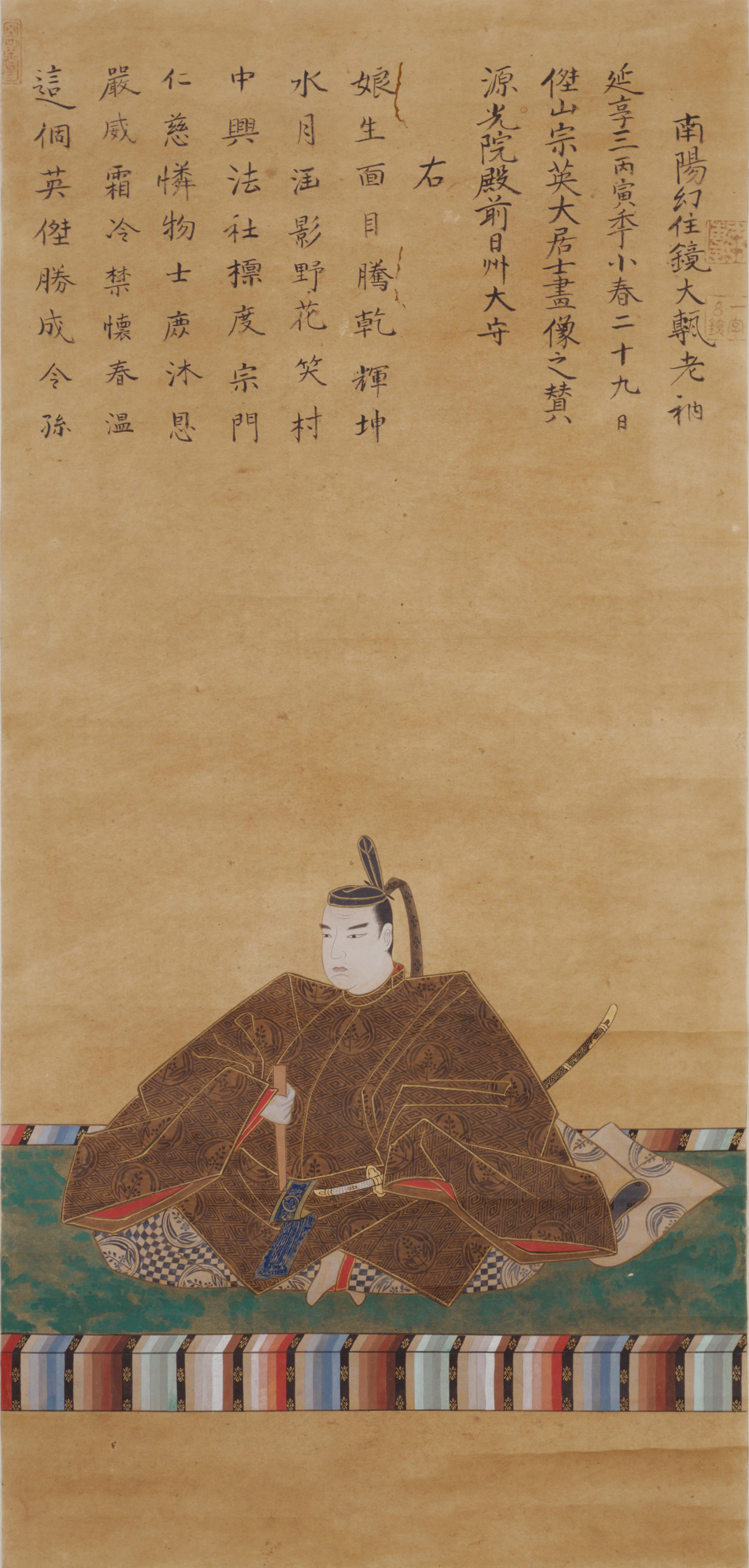
میزونو کاتسوسادا

میزونو کاتسوسادا (به ژاپنی: 水野 勝貞 Mizuno Katsusada) (۱۶۶۲–۱۶۲۵) یک سامورایی و سومین دایمیو در ولایت بینگوقلمروی فوکوئوکا در دوره ادو بود. او پسر ارشد میزونو کاتسوتوشی و نوهٔ میزونو کاتسوناری بود.